# علم الفلك على المريخ

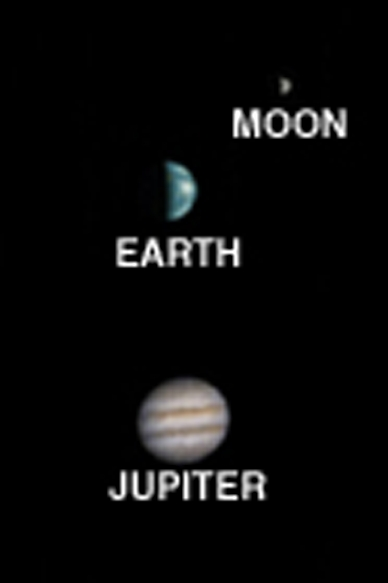
فسيفساء من نوعين مختلفين من مسبار كوكب المريخ العالمي كوكب المريخ (MOC) التعرض للأرض والقمر والمشتري من 2003.

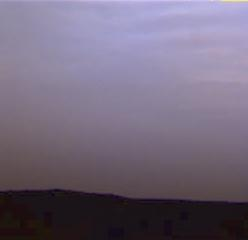
تحولت سماء المريخ إلى اللون البنفسجي بواسطة سحب جليد الماء.

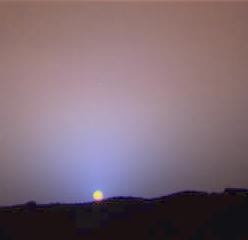
صورة مقربة لسماء المريخ عند غروب الشمس، تظهر المزيد من التباين في الألوان، كما هو موضح بواسطة Mars Pathfinder

علم الفلك على المريخ العديد من الظواهر الفلكية التي يتم مشاهدتها من كوكب المريخ هي نفسها أو مشابهة لتلك التي نراها من الأرض ولكن في بعض الأحيان (كما هو الحال بالنسبة إلى الأرض كنجمة مساء / صباح) يمكن أن تكون مختلفة تمامًا. على سبيل المثال، نظرًا لأن غلاف كوكب المريخ لا يحتوي على طبقة الأوزون، فمن الممكن أيضًا إجراء عمليات رصد للأشعة فوق البنفسجية من سطح المريخ.

## المواسم
يمتلك المريخ إمالة محورية تبلغ 25.19°، قريبة تمامًا من قيمة 23.44° للأرض، وبالتالي فإن المريخ لديها مواسم من الربيع والصيف والخريف والشتاء مثل الأرض. كما هو الحال في الأرض، فإن نصفي الكرة الأرضية الجنوبي والشمالي لهما صيف وشتاء في أوقات متعارضة.
ومع ذلك، فإن مدار كوكب المريخ لديه انحراف أكبر بكثير من كوكب الأرض. لذلك، تكون المواسم غير متساوية الطول، أكثر بكثير من الأرض:
| الموسم                         | سولز (على المريخ) | الأيام (على الأرض) |
| ------------------------------ | ----------------- | ------------------ |
| الربيع الشمالي، جنوب الخريف:   | 193.30            | 92.764             |
| صيف الشمال، الشتاء الجنوبي:    | 178.64            | 93.647             |
| شمال الخريف، الربيع الجنوبي:   | 142.70            | 89.836             |
| الشتاء الشمالي، الصيف الجنوبي: | 153.95            | 88.997             |

من الناحية العملية، هذا يعني أن لفصول الصيف والشتاء أطوال وشدة مختلفة في نصفي الكرة الأرضية الشمالي والجنوبي. الشتاء في الشمال دافئ وقصير (لأن المريخ يتحرك بسرعة قرب الحضيض الشمسي)، بينما الشتاء في الجنوب طويل وبارد (المريخ يتحرك ببطء بالقرب من الأجواء). وبالمثل، فصول الصيف في الشمال طويلة وباردة، بينما الصيف في الجنوب قصير وحار. لذلك، تكون درجات الحرارة القصوى أوسع في النصف الجنوبي من الكرة الأرضية عنها في الشمال.

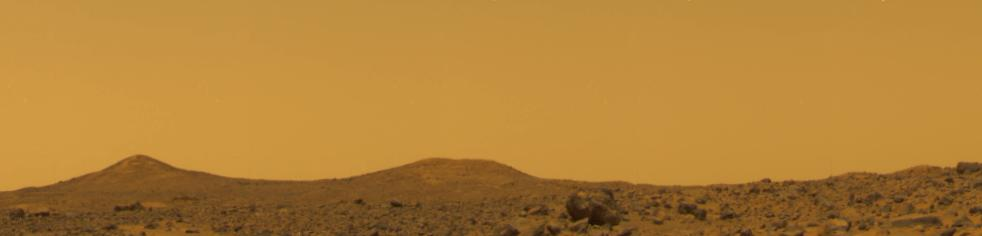
سماء المريخ عند الظهر، كما تم تصويرها بواسطة Mars Pathfinder (يونيو، 1999)

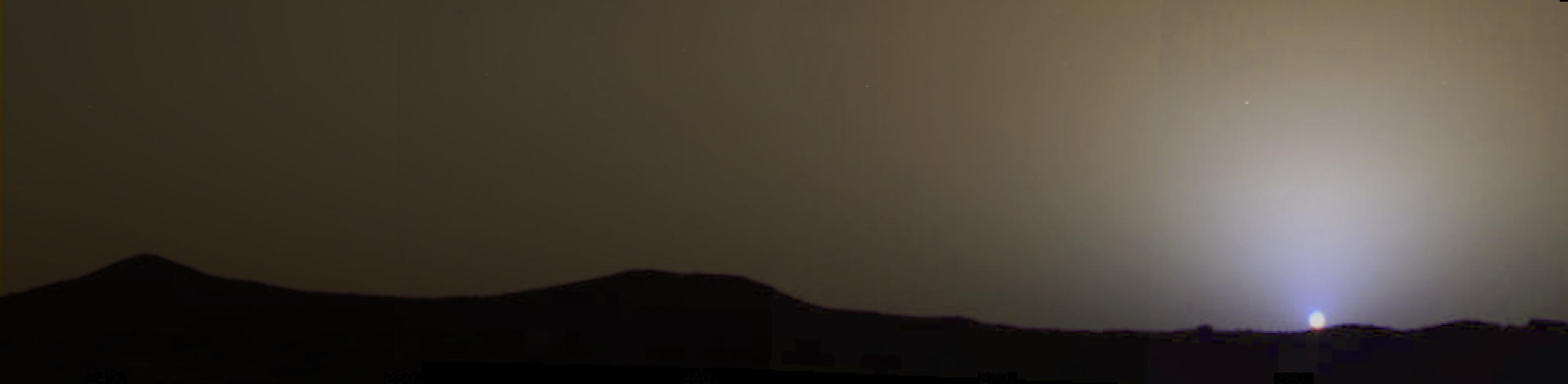
Mars sky at sunset, as imaged by Mars Pathfinder (June, 1999).

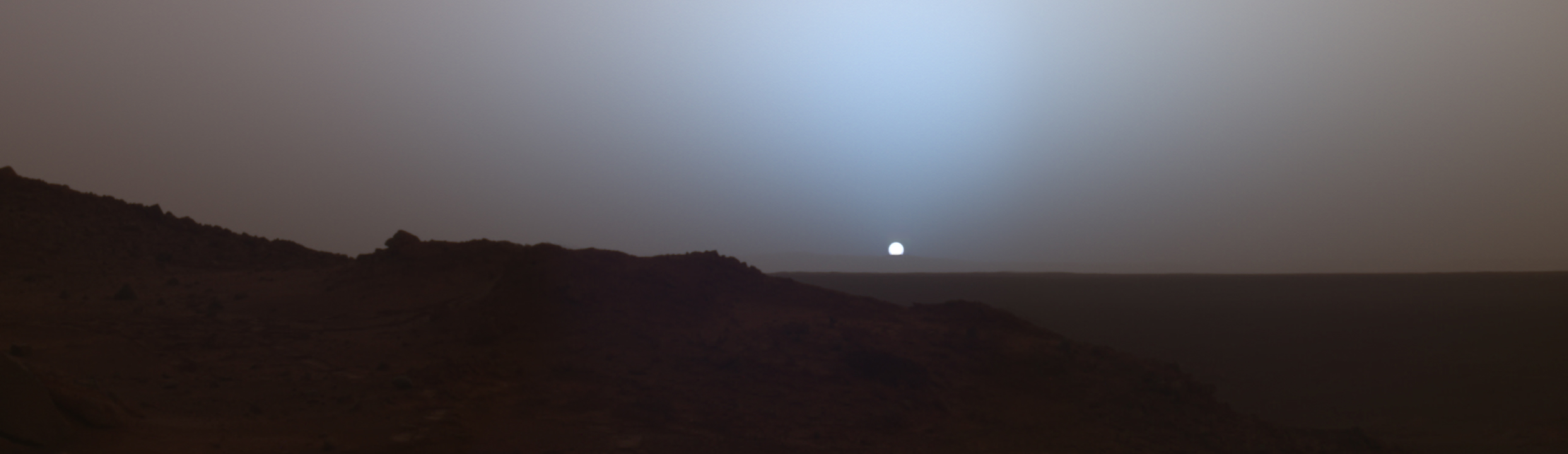
Mars sky at sunset, as imaged by the Spirit rover (May, 2005).

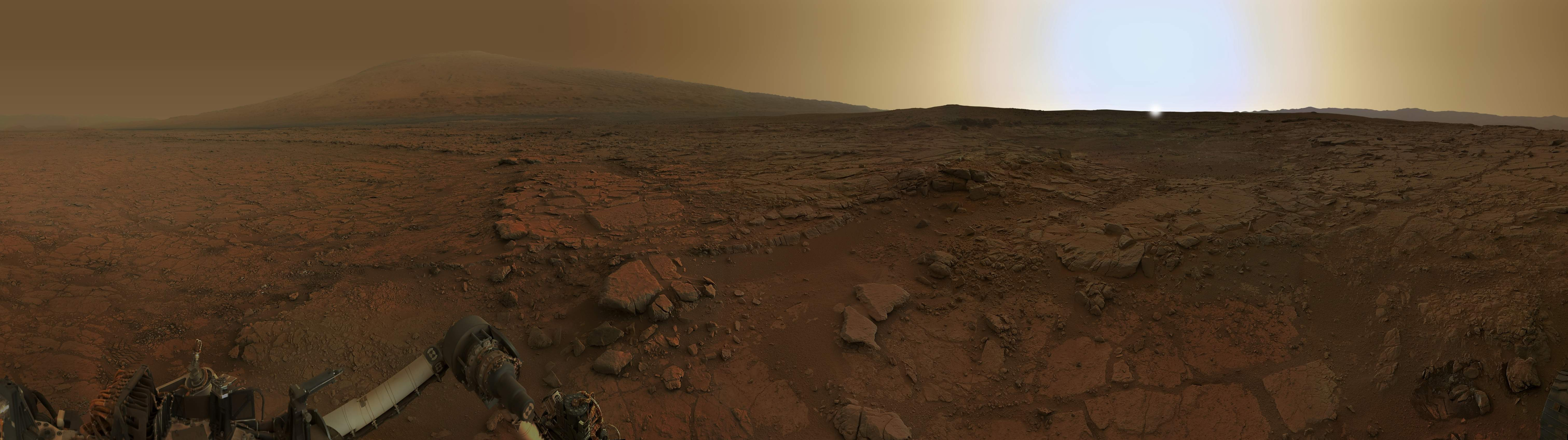
سماء المريخ عند غروب الشمس، كما تصورها كوريوسيتي روفر.

لا يتعدى الفارق الموسمي على المريخ بضعة أيام، بسبب افتقارها إلى المسطحات المائية الكبيرة والعوامل المماثلة التي من شأنها أن توفر تأثيرًا مؤقتًا. وهكذا، بالنسبة لدرجات الحرارة على سطح المريخ، فإن «الربيع» يقارب صورة المرآة «الصيفية» و «الخريف» تقريبًا صورة المرآة «لفصل الشتاء» (إذا كنت تعتبر أن الانقلابات والاعتدالات هي بداية مواسم كل منهما)، وإذا كان للمريخ مدار دائري، فإن الحد الأقصى والحد الأدنى لدرجات الحرارة سيحدث بعد يومين من الانقلابات الصيفية والشتوية بدلاً من شهر واحد بعد مرور شهر على الأرض. والفرق الوحيد بين درجات حرارة الربيع ودرجات الحرارة في الصيف يرجع إلى الانحراف النسبي المرتفع نسبيا لمدار المريخ: في المريخ الشمالي أبعد من الشمس عنه في الصيف الشمالي، وبالتالي فإن الصدفة تكون أكثر برودة من الصيف، ويكون الخريف أدفأ قليلا من الصيف. شتاء. ومع ذلك، في نصف الكرة الجنوبي العكس هو الصحيح.
اختلافات درجة الحرارة بين الربيع والصيف أقل بكثير من الاختلافات الحادة جدا التي تحدث داخل سول مارتيان واحد (اليوم الشمسي). على أساس يومي، تصل درجات الحرارة إلى الذروة الشمسية المحلية وتصل إلى الحد الأدنى في منتصف الليل المحلي. هذا يشبه التأثير في الصحاري على الأرض، فقط أكثر وضوحا.
من المثير للاهتمام أن نلاحظ أن الميل المحوري والميل المركزي للأرض (أو المريخ) ليسا ثابتين بأي حال من الأحوال، ولكنهما يختلفان بسبب الاضطرابات الجاذبية من الكواكب الأخرى في النظام الشمسي على مقياس زمني لعشرات الآلاف أو مئات الآلاف من السنين. وهكذا، على سبيل المثال، يتذبذب انحراف الأرض بنسبة 1٪ تقريبًا بشكل منتظم ويمكن أن يرتفع إلى 6٪، وعند نقطة ما في المستقبل البعيد، سيتعين على الأرض أيضًا التعامل مع التداعيات التراجعية للمواسم ذات الطول المختلف إلى حد كبير (والمناخ الرئيسي الاضطرابات التي تصاحب ذلك).
وبغض النظر عن الانحراف، يمكن أن يختلف الميل المحوري للأرض من 21.5 إلى 24.5°، ويبلغ طول هذه «دورة الميل» 41000 عامًا. ويعتقد أن هذه التغيرات الدورية المشابهة الأخرى مسؤولة عنالعصور الجليدية (انظردورات ميلانكوفيتش). على النقيض من ذلك، تعد دورة الميل للمريخ أكثر تطرفًا: من 15 درجة إلى 35 درجة على مدار دورة قدرها 124000 عام. تشير بعض الدراسات الحديثة إلى أنه على مدى عشرات الملايين من السنين، قد تتراوح الأرجوحة ما بين 0 إلى 60 درجة. يبدو أن القمر الكبير على الأرض يلعب دوراً مهماً في الحفاظ على ميل الأرض المحوري ضمن حدود معقولة؛ لا يتمتع المريخ بتأثير استقراري كهذا، ويمكن أن يختلف ميله المحوري بشكل أكثر تباينًا.

## لون السماء
حول غروب الشمس وشروق الشمس، السماء المريخية لونها أحمر وردي، ولكن في محيط الشمس أو الشمس المشرقة تكون زرقاء. هذا هو بالضبط عكس الوضع على الأرض. ومع ذلك، خلال النهار تكون السماء لونًا «أصفرًا» بنيًا. على المريخ، عادة ما يكون تبعثر ريليه تأثيرًا صغيرًا للغاية. ويعتقد أن لون السماء سببه وجود 1٪ من حجم المغنتيت في جسيمات الغبار. ويستغرق الشفق وقتًا طويلًا بعد أن تغيب الشمس وقبل أن ترتفع، بسبب كل الغبار في الغلاف الجوي للمريخ. في بعض الأحيان، تأخذ السماء المريخية لونًا بنفسجيًا، بسبب تناثر الضوء بواسطة جسيمات الثلج المائية الصغيرة جدًا في السحب.
إن توليد صور ملونة حقيقية صحيحة لسطح المريخ أمر معقد بشكل مدهش. هناك اختلاف كبير في لون السماء كما هو مستنسخ في الصور المنشورة. ومع ذلك، تستخدم العديد من هذه الصور الفلاتر لتحقيق أقصى قيمة علمية ولا تحاول إظهار لون حقيقي. ومع ذلك، ولسنوات عديدة، كان يعتقد أن السماء على كوكب المريخ أكثر ورديًا مما يعتقد الآن

## الظواهر الفلكية

### الأرض والقمر

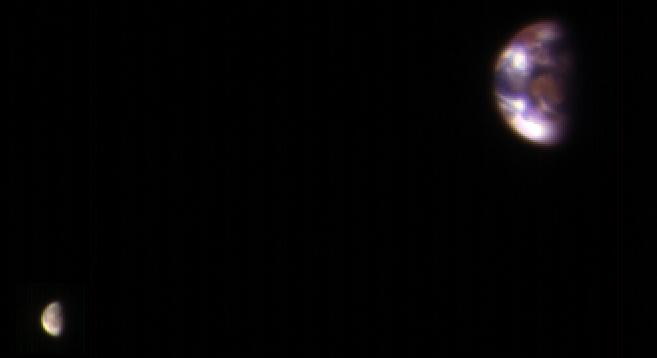
الأرض والقمر كما ينظر إليها من المريخ (20 تشرين الثاني 2016).

كما يُرى من كوكب المريخ، الأرض هي كوكب داخلي مثل فينوس («نجمة الصباح» أو «نجمة المساء»). تبدو الأرض والقمر وكأنها نجوم مثل العين المجردة، لكن المراقبين الذين يستخدمون التلسكوبات يرونهم كأهلة، مع بعض التفاصيل التي يمكن رؤيتها.
سوف يتمكن مراقب على المريخ من رؤية القمر يدور حول الأرض، وهذا يمكن رؤيته بالعين المجردة. على النقيض من ذلك، لا يستطيع المراقبون على الأرض رؤية أي سواتل أخرى على الكوكب بالعين المجردة، ولم يتم اكتشاف أول سواتل من هذا النوع (أقمار جليلي في المشتري) إلا بعد اختراع التلسكوب مباشرة.

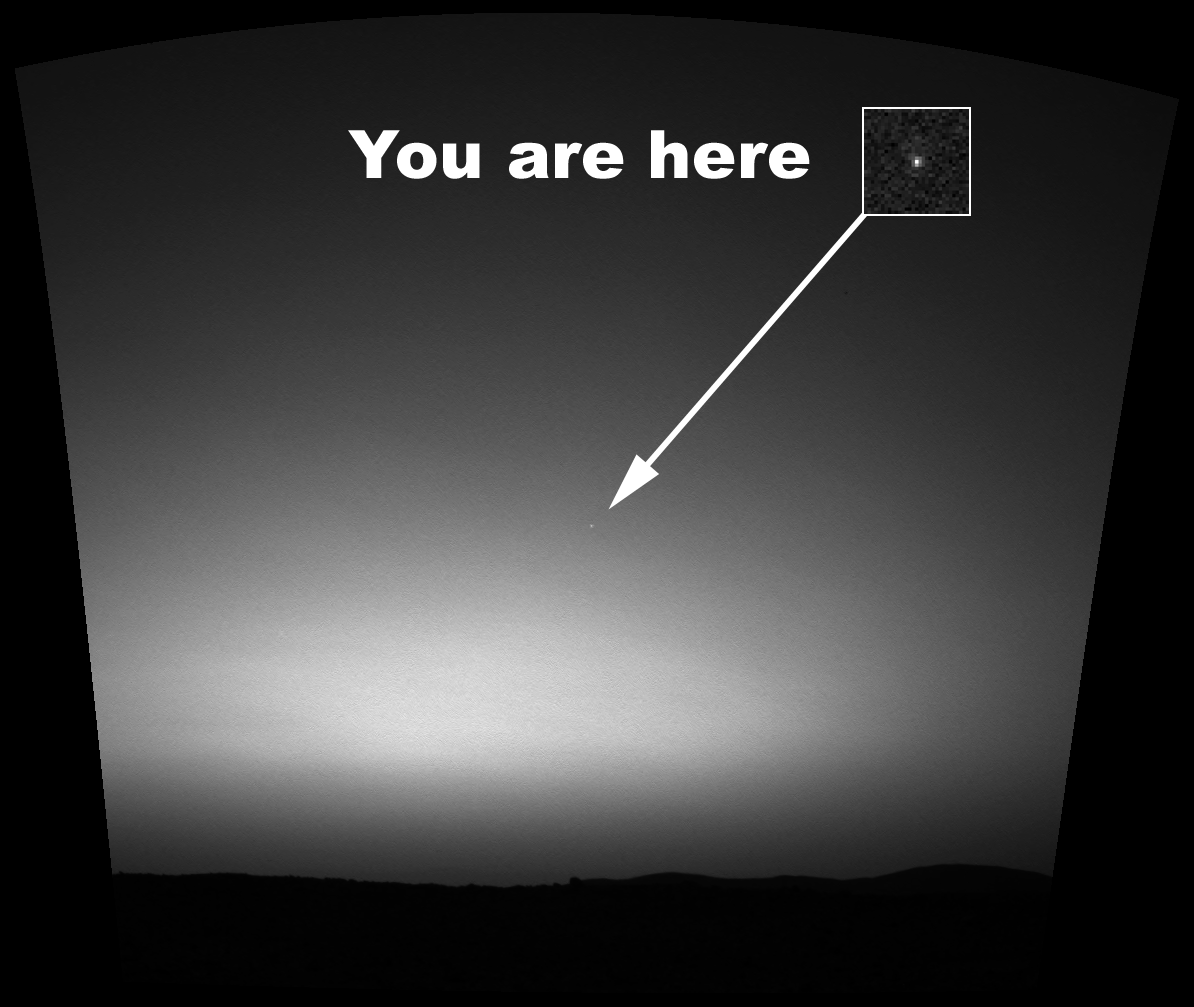
الأرض كنجمة صباحية، تم تصويرها بواسطة MER Spirit في 7 مارس 2004.

عند التفريق الزاوي الأقصى، يمكن تمييز الأرض والقمر بسهولة ككوكب مزدوج، ولكن بعد أسبوع تقريبًا يتم دمجهما في نقطة ضوئية واحدة (للعين المجردة)، وبعد حوالي أسبوع، سيصبح القمر الوصول إلى أقصى قدر من الانفصال الزاوي على الجانب المقابل. يختلف الفصل الزاوي الأقصى للأرض والقمر اختلافاً كبيراً تبعاً للمسافة النسبية بين الأرض والمريخ: فهو حوالي 17 ′ عندما تكون الأرض أقرب إلى المريخ (بالقرب من الاقتران الأدنى) ولكن فقط حوالي 3.5 ′ عندما تكون الأرض الأبعد عن المريخ (قرب اقتران متفوقة). للمقارنة، فإن القطر الظاهر للقمر من الأرض هو 31 ′.

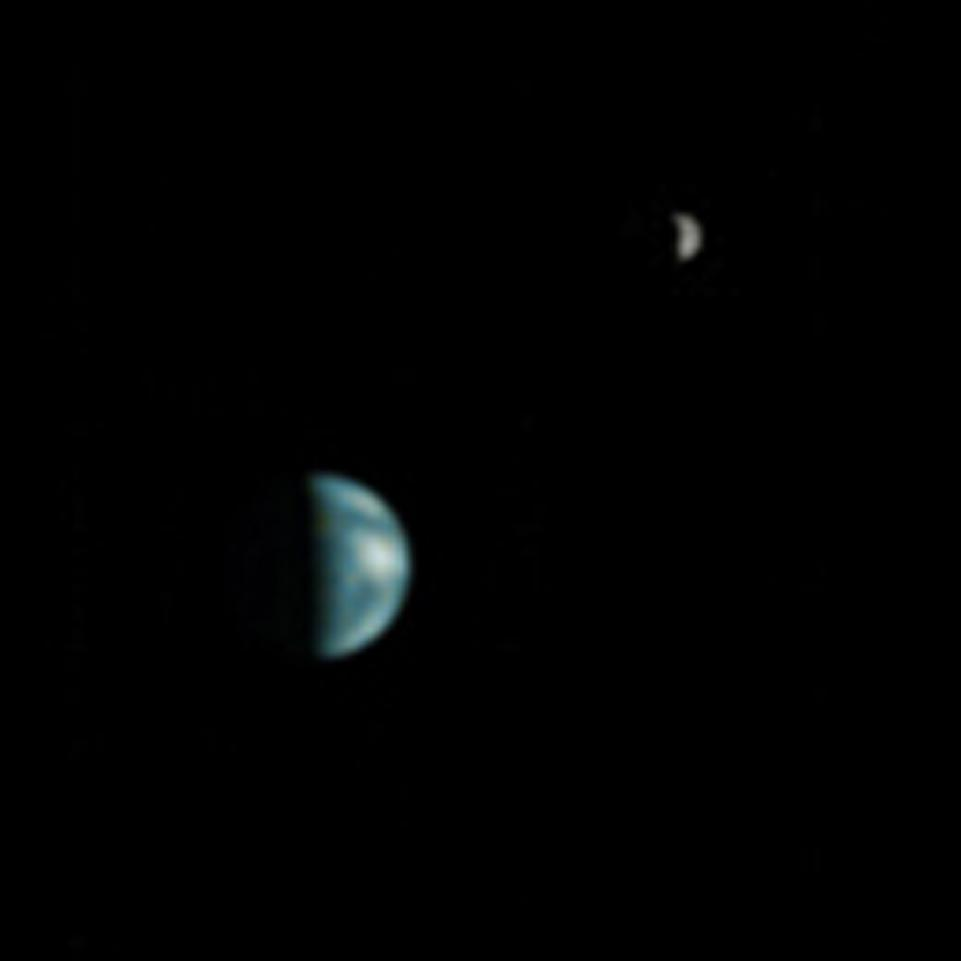
الأرض والقمر من المريخ، تصوير بواسطة Mars Global Surveyor في 8 مايو 2003، الساعة 13:00 بالتوقيت العالمي. أمريكا الجنوبية مرئية.

يكون الحد الأدنى للانفصال الزاوي أقل من 1 ′، وفي بعض الأحيان يُنظر إلى القمر ليمر أمام أو يخترق (يتم مسحه بواسطة الأرض). تتطابق الحالة السابقة مع غيب قمرية للمريخ كما تُرى من الأرض، ولأن بياض القمر أقل بكثير من الأرض، فإن انحدارًا في السطوع العام سيحدث، على الرغم من أن هذا سيكون صغيرًا جدًا بحيث لا يمكن ملاحظته بشكل عارض مراقبين للعيون لأن حجم القمر أصغر بكثير من الأرض، وأنه لا يغطي سوى جزء صغير من قرص الأرض.
صورت شركة Mars Global Surveyor الأرض والقمر في 8 مايو 2003 الساعة 13:00 بالتوقيت العالمي المنسق، قريبة جدًا من الاستطالة القصوى من الشمس وعلى مسافة 0.930 وحدة فلكية من المريخ. أعطيت مقادير واضحة كما −2.5 و +0.9. في أوقات مختلفة، تختلف المقدار الفعلي اختلافًا كبيرًا حسب المسافة ومراحل الأرض والقمر.
من يوم إلى آخر، تغير منظر القمر بشكل مختلف جداً من مراقب على المريخ عن مراقب على الأرض. طور القمر كما يراه من المريخ لن يتغير كثيرا من يوم لآخر. سوف يتطابق مع طور الأرض، وسوف يتغير تدريجيا مع تحرك كل من الأرض والقمر في مداراتهما حول الشمس. من ناحية أخرى، سيشاهد مراقب على المريخ القمر يدور، مع نفس الفترة مثل الفترة المدارية، وسوف يرى ملامح جانبية بعيدة لا يمكن رؤيتها من الأرض.
نظرًا لأن الأرض كوكب داخلي، يمكن للمراقبين على سطح المريخ مشاهدة عمليات عبور الأرض عبر الشمس من حين لآخر. سوف يقام الحدث التالي في عام 2084. ويمكنهم أيضًا مشاهدة عبور الزئبق وعبور الزهرة.

### فوبوس وديموس.

فوبوس يحجب الشمس، تصويره من قبل MER.

يظهر القمر فوبوس حوالي ثلث القطر الزاوي الذي يظهر فيه القمر الكامل من الأرض. من ناحية أخرى، يبدو ديموس أكثر أو أقل نجومية مع قرص بالكاد يمكن تمييزه على الإطلاق. يدور فوبوس سريعًا جدًا (مع فترة تقل قليلاً عن ثلث سول) الذي يرتفع في الغرب ويثبت في الشرق، ويفعل ذلك مرتين لكل سول؛ من ناحية أخرى يرتفع ديموس في الشرق ويعيق في الغرب، لكنه يدور فقط لساعات قليلة أبطأ من سول مارتي، لذا فهو يقضي حوالي ساعتين ونصف في الأفق في وقت واحد.
أقصى سطوع من فوبوس في «القمر الكامل» يدور حول حجم 9 أو − 10، بينما بالنسبة إلى دييموس يبلغ حوالي −5. وبالمقارنة، فإن القمر الكامل كما يراه من الأرض يكون أكثر إشراقا إلى حد كبير في الحجم −12.7. لا يزال فوبوس مشرقًا بما يكفي لإلقاء الظلال. ديموس هو فقط أكثر إشراقا قليلا من الزهرة هو من الأرض. تمامًا مثل قمر الأرض، يكون كل من فوبوس وديموس أكثر هدوءًا في المراحل غير الكاملة. على عكس قمر الأرض، تتغير أطوار فوبوس وقطرها الزاوي بوضوح من ساعة إلى ساعة. ديموس صغير جدا لمراحله لتكون مرئية بالعين المجردة.
يوجد في كل من فوبوس وديموس مدارات مدارية منخفضة الارتفاع ومدار بالقرب من المريخ. ونتيجة لذلك، فإن فوبوس غير مرئية من خطوط العرض شمال 70.4 درجة شمالاً أو جنوب 70.4° جنوباً؛ ديموس غير مرئية من خطوط العرض شمال 82,7 شمالاً أو جنوباً من 82,7° جنوباً. سيشاهد المراقبون عند خطوط العرض العالية (أقل من 70.4 درجة) قطرًا زاويًا أصغر بشكل ملحوظ لـفوبوس لأنهم بعيدون عن ذلك. وبالمثل، سيشاهد المراقبون الاستوائيون في فوبوس قطرًا زاويًا أصغر بشكل ملحوظ بالنسبة إلى فوبوس عندما يرتفع ويتحرك، مقارنةً بالوقت الذي يكون فيه في السماء.

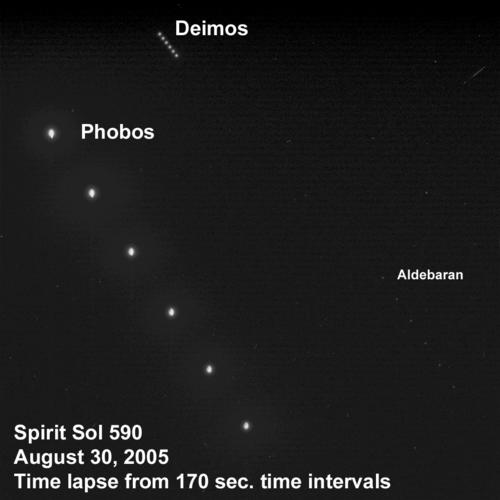
فوبوس وديموس من المسبار سبيريت. مجاملة وكالة ناسا / مختبر الدفع النفاث، كاليفورنيا

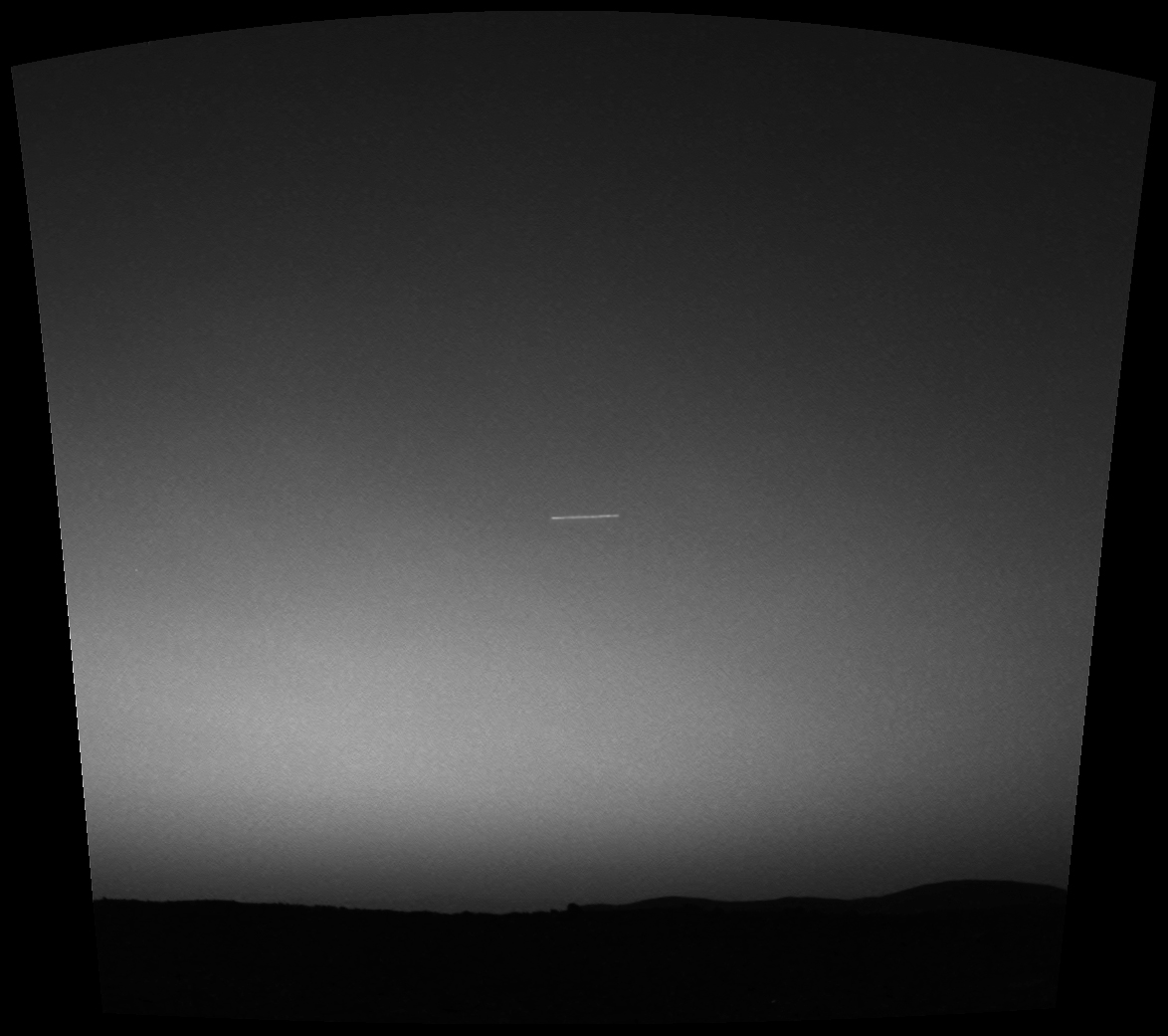
أول نيزك تم تصويره من المريخ، 7 مارس 2004، بواسطة MER Spirit

يمكن للمراقبين على المريخ رؤية عبور فوبوس وعبور ديموس عبر الشمس. يمكن أيضًا أن تُسمّى عبور فوبوس بالكسوف الجزئي للشمس بواسطة فوبوس، لأن القطر الزاوي لـفوبوس يصل إلى نصف قطر الزوايا للشمس. ومع ذلك، في حالة ديموس، فإن مصطلح «العبور» مناسب، لأنه يظهر كنقطة صغيرة على قرص الشمس.
وبما أن فوبوس يدور في مدار استوائي منخفض الميلان، فهناك اختلاف موسمي في خط العرض لوضعية ظلال فوبوس المتوقعة على سطح المريخ، وركوب الدراجات من أقصى الشمال إلى أقصى الجنوب والعودة من جديد. في أي موقع جغرافي ثابت محدد على المريخ، هناك فاصلان في السنة المريخية عندما يمر الظل عبر خط العرض ويمكن ملاحظة حوالي نصف عبور فوبوس في ذلك الموقع الجغرافي خلال أسبوعين خلال كل فترة زمنية. الوضع مشابه لـديموس، باستثناء الصفر فقط أو تحدث عابرة خلال مثل هذه الفترة.
من السهل أن نرى أن الظل يقع دائما على «نصف الكرة الأرضية في فصل الشتاء»، إلا عندما يعبر خط الاستواء أثناء الاعتدال الربيعي والاعتدال الخريفي. وهكذا تحدث عبور فوبوس ودييموس خلال الخريف المريخي والشتاء في نصف الكرة الشمالي ونصف الكرة الجنوبي. بالقرب من خط الاستواء فإنها تميل إلى الحدوث حول الاعتدال الخريفي والاعتدال الربيعي؛ أبعد من خط الاستواء فإنها تميل إلى الحدوث أقرب إلى الانقلاب الشتوي. في كلتا الحالتين، تحدث الفترتان عندما تحدث العبور أكثر أو أقل تناسقًا قبل الانقلاب الشتوي وبعده (ومع ذلك، فإن الانحراف الكبير لمدار المريخ يمنع التناظر الحقيقي).
يمكن للمراقبين على المريخ أيضا مشاهدة خسوف القمر من فوبوس ودييموس. يقضي فوبوس حوالي ساعة في ظل كوكب المريخ. ل ديموس هو حوالي ساعتين. والمثير للدهشة، أنه على الرغم من أن مداره يقترب من مستوى خط استواء المريخ، وعلى الرغم من قربه الشديد من المريخ، فهناك بعض الحالات التي يهرب فيها فوبوس.
يمتلك فوبوس وديموس دوران متزامن، مما يعني أنهما لديهما «جانب بعيد» لا يستطيع المراقبون على سطح المريخ رؤيته. تحدث ظاهرة الارتجاج في فوبوس كما هو الحال بالنسبة لقمر الأرض، على الرغم من الميل المنخفض والانحراف في مدار فوبوس. نظرًا لتأثير التذبذبات واختلاف المنظر بسبب قرب المسافة من فوبوس، من خلال المراقبة عند خطوط العرض المرتفعة والمنخفضة والمراقبة مع ارتقاء فوبوس وإعداده، فإن التغطية الإجمالية الشاملة لسطح فوبوس تظهر في وقت أو آخر من واحد موقع أو آخر على سطح المريخ أعلى بكثير من 50 ٪.
يمكن رؤية فوهة ستيكني الكبيرة على طول حافة واحدة من وجه فوبوس. يمكن رؤيتها بسهولة بالعين المجردة من سطح المريخ.

### المذنبات والشهب

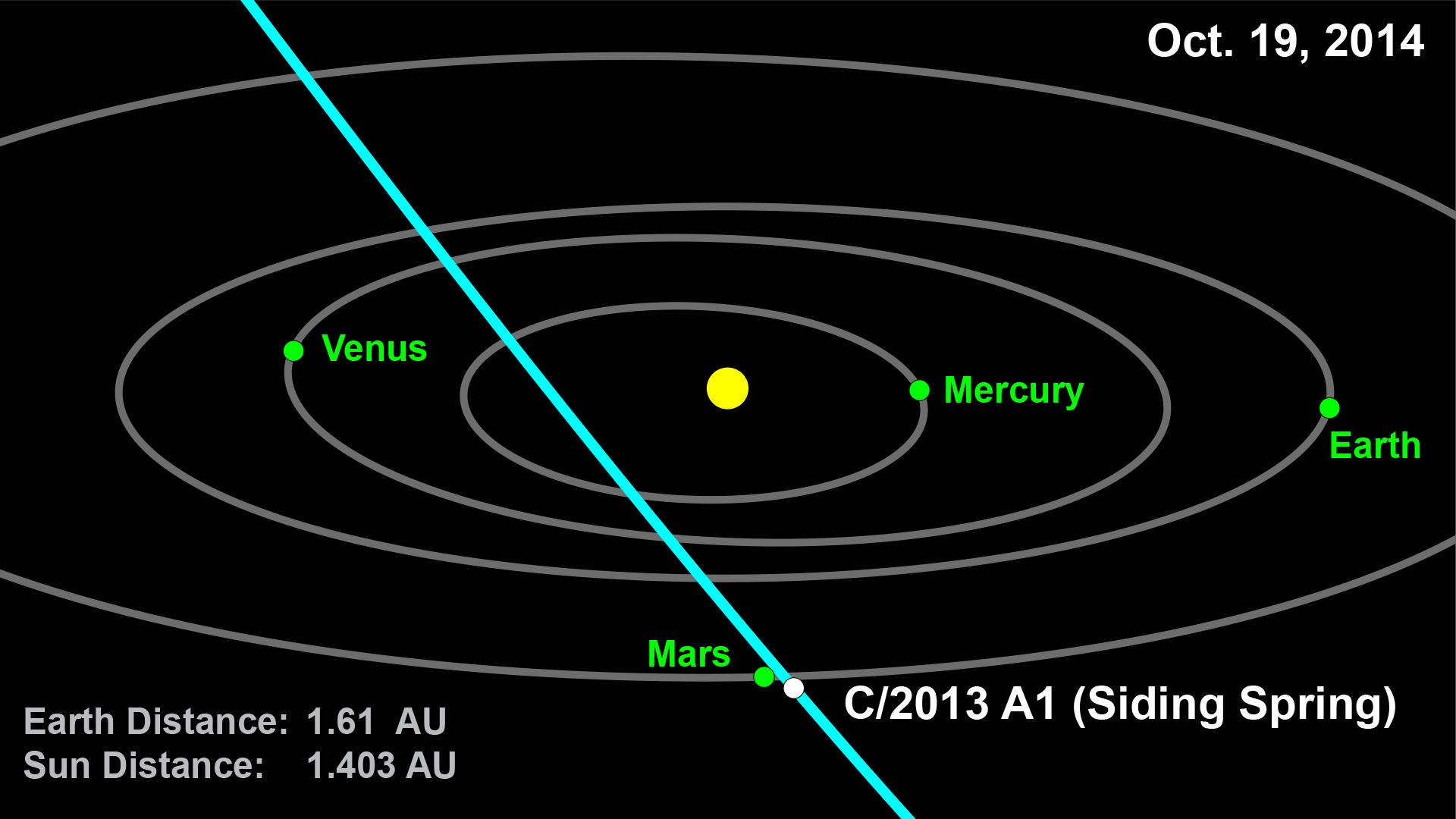
المسار المتوقع لممر مذنب الانحياز الربيعي المار بالمريخ في 19 أكتوبر 2014.

بما أن المريخ له غلاف شفاف نسبيًا في الأطوال الموجية البصرية (تمامًا مثل الأرض، وإن كان أقل من ذلك بكثير)، فإن الشهب تظهر في بعض الأحيان. تحدث زخات النيزك على الأرض عندما تتقاطع الأرض مع مدار المذنب، وبالمثل، فإن كوكب المريخ له أيضًا نيازك، على الرغم من اختلافها عن تلك الموجودة على الأرض.

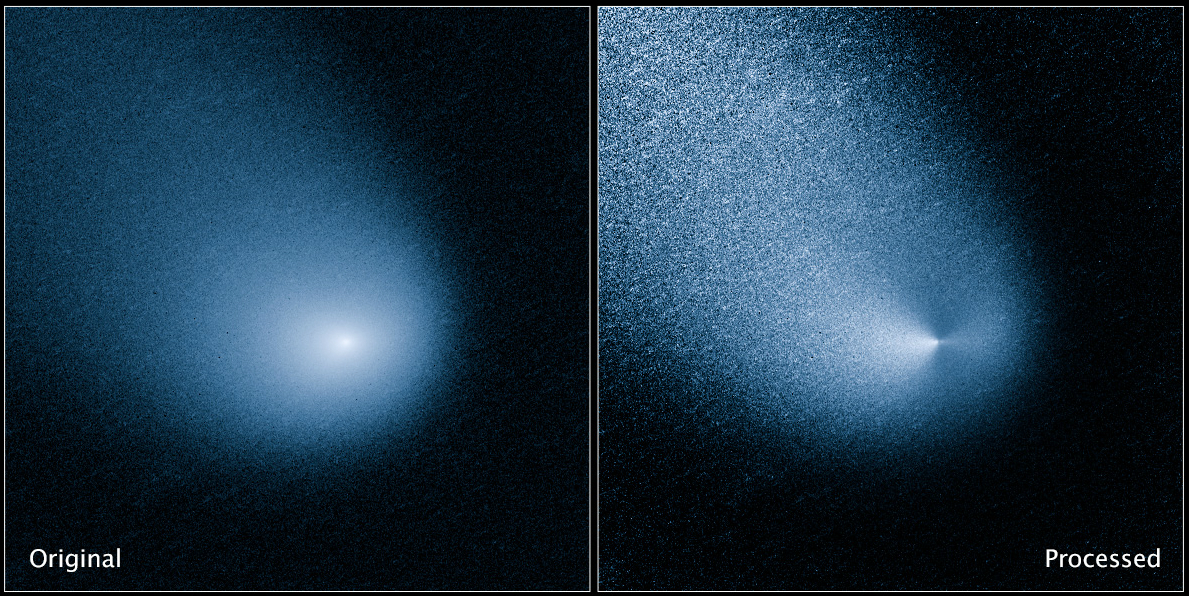
ممر امذنب الانحياز الربيعي كما يراه هيبل في 11 مارس 2014.

ويعتقد الآن أن النيزك الأول الذي تم تصويره على سطح المريخ (في 7 مارس 2004 من قبل مركبة سبيريت) كان جزءًا من دش نيزك كان جسمه الأم المذنب 114P / Wiseman-Skiff. لأن الإشعاع كان في كوكبة سيفيوس، هذا الدش النيزكي يمكن أن يطلق عليه اسم Cepheids المريخي.
كما هو الحال على الأرض، عندما يكون النيزك كبيرًا بما يكفي للتأثير فعليًا مع السطح (دون إحراقه تمامًا في الغلاف الجوي)، فإنه يصبح نيزكًا. أول نيزك معروف تم اكتشافه على المريخ (وكان النيزك الثالث المعروف في مكان آخر غير الأرض) هو الصخرة ذات الدرع الحراري. تم العثور على الأول والثاني على القمر من خلال بعثات أبولو.

في 19 أكتوبر 2014، مرت مذنب انحياز الربيع على مقربة شديدة من المريخ، قريبة جدًا من أن الغيبوبة قد غطت الكوكب.

### الشفق
تحدث الشفق على المريخ، ولكنها لا تحدث في القطبين كما في الأرض، لأن المريخ لا يوجد لديه مجال مغناطيسي على مستوى الكرة الأرضية. بدلا من ذلك، تحدث بالقرب من الشذوذات المغناطيسية في قشرة المريخ، والتي هي بقايا من أيام سابقة عندما كان للمريخ مجال مغناطيسي. المريخ الشفق هو نوع متميز لا ينظر في مكان آخر في النظام الشمسي. وربما تكون أيضًا غير مرئية للعين البشرية، كونها ظواهر فوق البنفسجية إلى حد كبير.

### الأعمدة السماوية ومسيرة الشمس

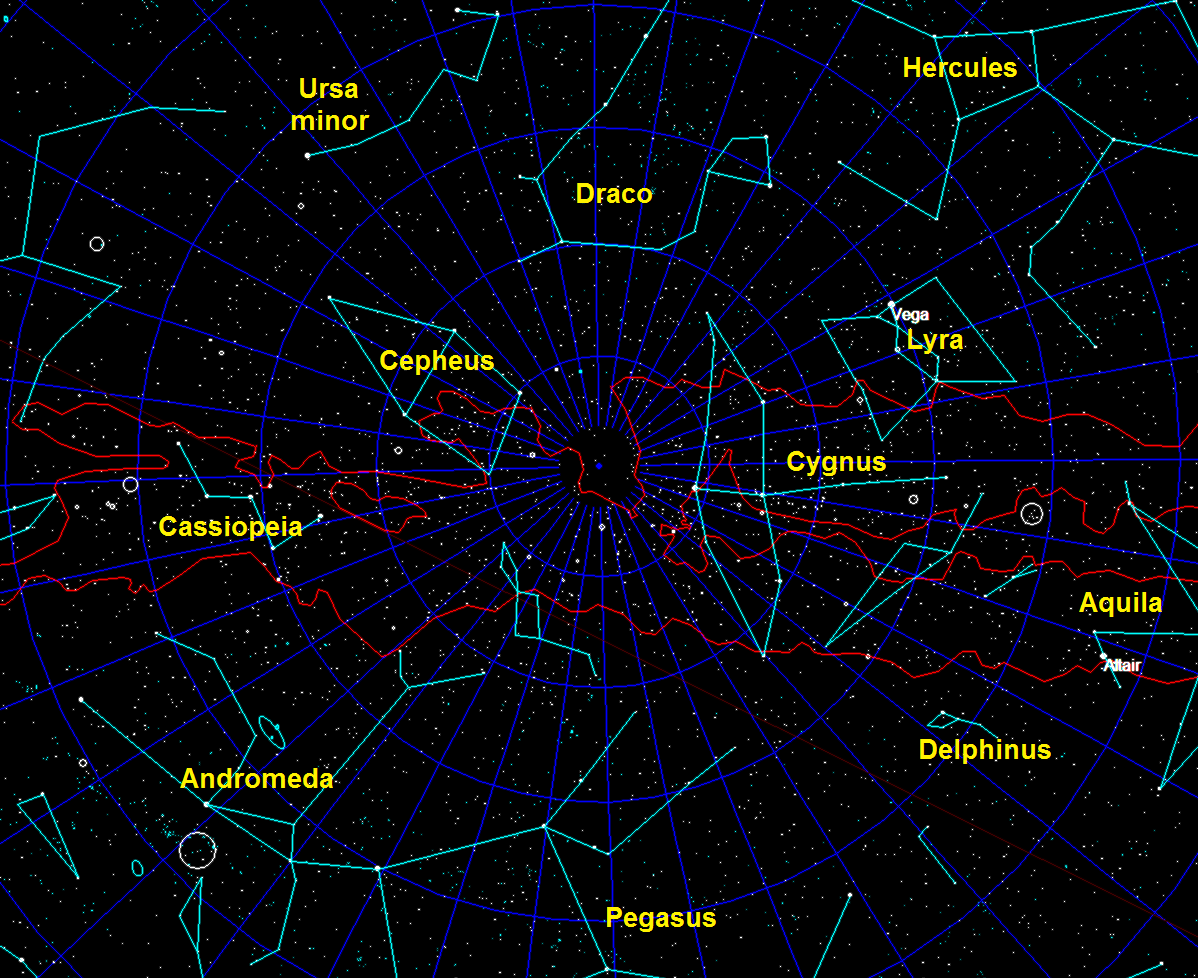
القطب الشمالي السماوي على سطح المريخ.

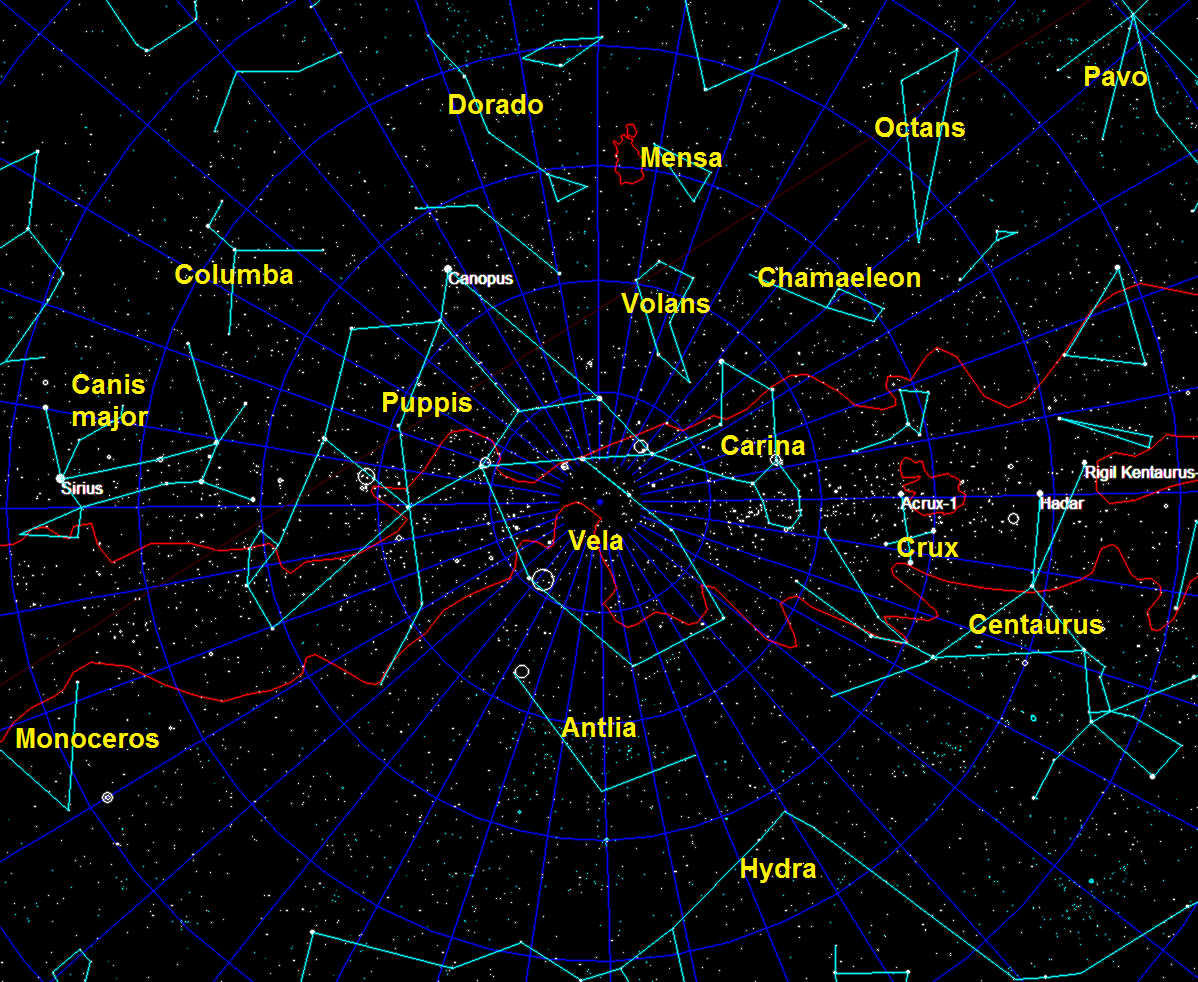
القطب الجنوبي السماوي على سطح المريخ.